# إيليا باريش لوفجوي
كان إيليا باريش لوفجوي (9 نوفمبر 1802-7 نوفمبر 1837) قسًا مشيخيًا أمريكيًا، وصحفيًا، ومُحررًا وناشطًا إبطاليًا (لإبطال العبودية). قتل لوفجوي على يد حشد مؤيد للعبودية في ألتون، إلينوي بعد إطلاق النار عليه؛ وذلك أثناء هجومهم على مستودع بنيامين غودفري و دبليو. إس. غيلمان حيث تُخزَّن مطبعة لوفجوي والمواد المتعلقة بالإبطالية.
قال جون كوينسي آدامز إن عملية القتل تلك «تسببت بصدمة مشابهة للزلزال في جميع أنحاء هذا البلد». «أعلنت صحيفة بوسطن ريكوردر أن هذه الأحداث استدعت من كل جزء من الأرض انفجار السخط الذي لم يكن له مثيل في هذا البلد منذ معركة ليكسينغتون». قال جون براون عندما أُبلغ في إحدى اجتماعاته بشأن مقتل لوفجوي بشكل علني: «أُعلِن من هذا اليوم، هنا أمام الله وفي حضور هؤلاء الشهود، تكريس حياتي للقضاء على العبودية».

## النشأة والتعليم
ولد لوفجوي في مزرعة جده الحدودية بالقرب من ألبيون في ولاية مين لوالديه إليزابيث (باتي) لوفجوي ودانيال لوفجوي، وكان الابن البكر بين أخوته التسعة. كان والده أبرشانيًا واعظًا ومزارعًا، وكانت والدته ربة منزل ومسيحية متدينة. أطلق دانيال لوفجوي على ابنه لقب «إيليا باريش» تكريمًا لصديقه الحميم ومعلمه إيليا باريش، وهو وزير كان منخرطًا أيضًا في السياسة. شجع دانيال الأب أبنائه إيليا ودانيال، وجوزيف كاميت، وأوين وجون على أن يصبحوا رجالًا متعلمين بسبب افتقاره إلى التعليم؛ فتعلم إيليا قراءة الكتاب المقدس والنصوص الدينية الأخرى في سن مبكرة.
التحق لوفجوي بعد الانتهاء من دراسته المبكرة في المدارس العامة بالأكاديمية في مونموث وأكاديمية تشاينا في ولاية مين. التحق في عام 1823 بكلية ووترفيل (كلية كالبي الآن) في ووترفيل بولاية مين كطالب في السنة الثانية، وذلك بعد أن أصبح بارعًا بدرجة كافية في اللاتينية والرياضيات. برع في دراسته، وشغل أيضًا منصب مدير المدرسة الثانوية اللاتينية المرتبطة بكلية كالبي (معهد كوبورن الكلاسيكي لاحقًا) منذ عام 1824 حتى تخرجه في عام 1826، بينما كان لا يزال طالبًا جامعيًا، وذلك بناءً على توصية أعضاء هيئة التدريس. تلقى لوفجوي دعمًا ماليًا من الوزير بنيامين تابان لمواصلة حضوره في كلية ووترفيل. شغل ابن عمه ناثان إيه. فارويل فيما بعد منصب عضو مجلس الشيوخ الأمريكي عن ولاية مين.
تخرج لوفجوي بامتياز مع مرتبة الشرف من كلية ووترفيل في سبتمبر عام 1826، والتي كان طالبًا متفوقًا فيها. درَّس خلال الشتاء والربيع في أكاديمية تشاينا. فكر لوفجوي في الانتقال إلى جنوب أو غرب الولايات المتحدة بسبب عدم رضاه عن التدريس اليومي. نصحه أساتذته السابقون في كلية ووترفيل بأنه من الأفضل أن يخدم الله في الغرب؛ فانتقل لوفجوي في مايو عام 1827 إلى بوسطن لكسب المال مقابل رحلته، واستقر بعدها على إلينوي كوجهة له. بدأ رحلته إلى إلينوي سيرًا على الأقدام بعد أن فشل في العثور على عمل. توقف في مدينة نيويورك في منتصف يونيو في محاولة للعثور على عمل. عمل في النهاية بائع اشتراك في صحيفة ساتيرداي إيفنينغ غازيت. سار في الشوارع ذهابًا وإيابًا حوالي خمسة أسابيع، وقضاها في طرق أبواب الناس والصياح للمارة، على أمل الحصول على اشتراك في الصحيفة. كافح لوفجوي في الحصول على المال، ولكنه كتب إلى جيرمايا شابلن، رئيس كلية ووترفيل، موضحًا وضعه. أرسل شابلن الأموال التي يحتاجها طالبه السابق بشدة. شرع لوفجوي على الفور في رحلته إلى إلينوي، ووصل إلى هيلزبورو في مقاطعة مونتغومري في خريف عام 1827. لم يعتقد لوفجوي أنه قادر على النجاح بعمل ما في أرض إلينوي المضطربة، لذلك توجه إلى سانت لويس حيث استقر في نفس العام.

## انتقاله إلى ألتون
غادر لوفجوي المدينة وانتقل عبر النهر إلى ألتون في ولاية إلينوي الحرة بعد أن دمرت القوات المؤيدة للعبودية في سانت لويس مطبعته للمرة الثالثة في مايو عام 1836. اقتحم حشد غاضب مكتب صحيفة أوبزرفر وخربوه قبل أن يتمكن لوفجوي (الذي كان محررًا هناك) من تحريك الصحافة. حاول عضو المجلس المحلي ورئيس البلدية المستقبلي بريان مولانفي فقط وقف ذلك الاقتحام، ولم يتدخل أي من رجال الشرطة أو مسؤولي المدينة. حزم لوفجوي ما تبقى من المكتب لشحنه إلى ألتون. بقيت المطبعة على ضفة النهر طوال الليل دون حراسة ودمرت وألقيت في نهر المسيسيبي.
كانت ألتون مركزًا لصائدي العبيد والقوات المؤيدة للعبودية على الرغم من أن إلينوي كانت ولاية حرة. عبر العديد من العبيد الهاربين نهر المسيسيبي من ولاية ميزوري، ولاية العبيد. استقرت ألتون على يد الجنوبيين المؤيدين للعبودية الذين اعتقدوا أن ألتون لا ينبغي أن تصبح ملاذًا للعبيد الهاربين.
أسس لوفجوي صحيفة ألتون أوبزرفر في عام 1837، وهي أيضًا صحيفة مؤيدة لإبطال العبودية. شغل منصب قس في كنيسة ألتون المشيخية العليا (كنيسة كوليدج أفينيو المشيخية الآن).
أصبحت آراء لوفجوي حول العبودية أكثر تطرفًا، ودعا إلى عقد اتفاقية لمناقشة تشكيل دولة ذات مجمتع مناهض للعبودية. بدأ الكثيرون في ألتون في التساؤل عن السماح للوفجوي بالاستمرار في الطباعة في مدينتهم. تساءل مواطنو ألتون عما إذا كانت آراء لوفجوي تساهم في الأوقات الصعبة بعد أزمة اقتصادية في مارس عام 1837. شعروا أن الولايات الجنوبية، أو حتى سانت لويس، قد لا ترغب في تحريك أعمال تجارية مع بلدتهم إذا استمرت في إيواء أحد الإبطاليين.
عقد لوفجوي مؤتمر إلينوي المناهض للعبودية في الكنيسة المشيخية في ألتون العليا في 26 أكتوبر عام 1837. تفاجأ مؤيدو لوفجوي برؤية اثنين من المدافعين عن العبودية في الحشد، جون هوغن والمدعي العام في إيلينوي آشر إف. ليندر. لم يكن أنصار لوفجوي سعداء بوجود أعداء له في المؤتمر ولكنهم رضخوا لذلك لأن الاجتماع كان مفتوحًا لجميع الأطراف.
اقترب أنصار العبودية من مستودع غيلمان في 7 نوفمبر عام 1837، حيث أخفى لوفجوي مطبعته. أطلق الحشد النار على المستودع وفقًا لصحيفة ألتون أوبزرفر، وأطلقوا النار على عدة أشخاص في الحشد عندما رد لوفجوي ورجاله بإطلاق النار مما أسفر عن مقتل رجل يدعى بيشوب.
نصب قادة حشد الأنصار سلّمًا مقابل المستودع، وأرسل صبيًا يحمل مصباحًا لإشعال النار في السقف الخشبي. ذهب لوفجوي ومؤيده رويال ويلر إلى الخارج، وفاجأوا المؤيدين للعبودية، ودفعوا السلم وعادوا إلى داخل المستودع. رفع الحشد السلم مرة أخرى، وخرج لوفجوي وويلر لدفعه مرة أخرى، ولكنهم تعرضوا لاطلاق النار. أصيب لوفجوي خمس مرات بالرصاص ومات على الفور، وأُصيب ويلر أيضًا. دمر الحشد المطبعة الجديدة بفكها إلى قطع ورميها في النهر.
دخل شقيقه أوين لوفجوي السياسة بعد وفاته، وأصبح زعيمًا لمؤيدي الإبطالية في إلينوي. لاحق فرانسيس باتر مردوش، المدعي العام لمنطقة ألتون، قضية موت لوفجوي ولكنه لم يستطع إدانة أحد. كان رئيس هيئة المحلفين عضوًا في الحشد وأصيب في الهجوم. شارك القاضي الذي يرأس الجلسة كشاهد في الإجراءات. أدى تضارب المصالح هذا إلى صدور حكم «بالبراءة».
اعتبرت حركة الإبطالية لوفجوي شهيدًا. أصبح أوين زعيمًا لمؤيدي الإبطالية في إلينوي باسم أخيه. كتب أوين وشقيقه جوزيف مذكرات عن إيليا، ونشرتها جمعية مناهضة العبودية في عام 1838 في نيويورك، ووُزِّعت على نطاق واسع بين مؤيدي الإبطالية في البلاد. يُطلق على لوفجوي لقب «أول ضحية في الحرب الأهلية»، وذلك بسبب رمزية مقتله للتوترات المتصاعدة داخل البلاد.
دُفِن إيليا لوفجوي في مقبرة ألتون في قبر غير محدد. حدد توماس ديموك، محرر ألتون أوبزرفر في عام 1860 موقع القبر وخطط لعلامة قبر مناسبة. دُفن بعض أنصاره في وقت لاحق بالقرب منه.
ألقى لوفجوي في 2 نوفمبر عام 1837، قبل خمسة أيام من وفاته، خطابًا عاطفيًا في ألتون حول مسألة الإبطالية؛ وأكد فيه استعداده لاحترام آراء خصومه لكنه طالب بحق الطعن فيها، وذلك على النحو الذي يكفله الدستور. ذكّر الجمهور بأنه مواطن مجتهد ويخاف الله ولم يخالف القوانين، وأن التهديدات الجسدية له ولأسرته كانت غير مبررة على الإطلاق. انتهى بإعلان أنه لن يُطرد بعيدًا، ولكنه سيواصل عمله في ألتون.
انتشر الخوف في وقت وفاة لوفجوي لدرجة توقف تقديم الخدمات، ولم تبلّغ صحيفة المدينة التي كان يديرها حتى عن وفاته، وذلك على الرغم من استنكار العديد من الصحف الأخرى في جميع أنحاء البلاد لمقتله. أُحيت ذكرى مقتل إيليا لوفجوي في عام 1837 من خلال نصب تذكاري في مقبرة مدينة ألتون وُضِع بعد ستين عامًا في عام 1897. مرت ستون عامًا أخرى قبل أن ينشر جون غلانفيل غيل أول سيرة ذاتية كاملة للوزير والمحرر الذي أبطل العبودية. كان غيل نفسه وزيرًا سابقًا من ألتون، وعانى مثل لوفجوي أيضًا من الاضطهاد بسبب التزامه بحقوق الإنسان.